# Prisión de Newgate
La prisión de Newgate fue una prisión situada en la esquina de Newgate Street y Old Bailey Street, en la City de Londres, Inglaterra, originalmente en donde se erigía Newgate, una puerta de la muralla de Londres. 
Construida en el siglo XII y demolida en 1904, la prisión fue ampliada y reconstruida varias veces, por lo que permaneció en uso durante más de 700 años, desde 1188 hasta 1902.
Durante gran parte de su historia, una sucesión de salas de tribunales penales estuvieron anexas a la prisión, comúnmente conocida como "Old Bailey". El actual Old Bailey (oficialmente, Tribunal Penal Central) ocupa ahora gran parte del sitio donde se hallaba la prisión. 